# Mika Lehkosuo
Mika Lehkosuo (ur. 8 stycznia 1970 w Helsinkach) – fiński piłkarz, który występował na pozycji pomocnika, trener. W latach 2014–2019 trener HJK Helsinki, od 2023 selekcjoner reprezentacji Finlandii U-21.

## Kariera klubowa
Lehkosuo karierę rozpoczynał w sezonie 1990 w drugoligowym zespole Vantaan Pallo-70. W tamtym sezonie spadł z nim do trzeciej ligi. W 1993 roku został graczem pierwszoligowego HJK. W sezonie 1993 zdobył z nim mistrzostwo Finlandii. W kolejnym przebywał na wypożyczeniu w innym pierwszoligowcu, FF Jaro. Następnie wrócił do HJK, z którym wywalczył mistrzostwo Finlandii (1997) i dwa Puchary Finlandii (1996, 1998).
Pod koniec 1998 roku Lehkosuo został wypożyczony do włoskiej Perugii. W Serie A zadebiutował 7 lutego 1999 w przegranym 0:3 meczu z S.S. Lazio. Do końca sezonu 1998/1999 w barwach Perugii rozegrał 11 spotkań. Potem wrócił do HJK. W sezonie 2000 zdobył z nim Puchar Finlandii, a w sezonie 2002 mistrzostwo Finlandii. W 2002 roku zakończył karierę.

## Kariera reprezentacyjna
W reprezentacji Finlandii Lehkosuo zadebiutował 30 kwietnia 1997 w zremisowanym 1:1 meczu eliminacji Mistrzostw Świata 1998 z Norwegią. 18 sierpnia 1999 w wygranym 4:3 towarzyskim pojedynku z Belgią strzelił swojego jedynego gola w kadrze. W latach 1997–2000 w drużynie narodowej rozegrał 17 spotkań.

## Kariera trenerska
Po zakończeniu kariery piłkarskiej, Lehkosuo był trenerem juniorów HJK. Następnie był asystentem w klubie FC Honka, a od 2005 roku także jego pierwszym trenerem. W sezonie 2005 awansował z zespołem z drugiej ligi do pierwszej. Honkę prowadził do 2014 roku. Przez ten czas wywalczył z nią trzy wicemistrzostwa Finlandii (2008, 2009, 2013), Puchar Finlandii (2012), a także dwa razy zwyciężył w rozgrywkach Pucharu Ligi Fińskiej (2010, 2011).
W latach 2013–2015 Lehkosuo był asystentem Miki-Matti Paatelainena w reprezentacji Finlandii. W 2014 roku Lehkosuo został szkoleniowcem zespołu HJK. W sezonie 2014 zdobył z nim mistrzostwo Finlandii oraz Puchar Finlandii.
Lehkosuo został trenerem norweskiego klubu Kongsvinger IL w grudniu 2019 roku. Został zwolniony we wrześniu 2020 roku po tym, jak klub zdobył tylko 13 punktów w 18 meczach. W 2023 został selekcjonerem reprezentacji Finlandii U-21.